# Castillo de Cuéllar
El Castillo de Cuéllar o Castillo de los Duques de Alburquerque es el monumento más emblemático de la villa de Cuéllar, provincia de Segovia, comunidad autónoma de Castilla y León, España. Es Bien de Interés Cultural desde el 3 de junio de 1931.
Está bien conservado y se compone de una mezcla de distintos estilos arquitectónicos, que abarcan desde el siglo XIII al XVIII, aunque predominan el gótico y el renacentista. Se trata de una edificación militar que a partir del siglo XVI se sometió a obras de ampliación y transformación, convirtiéndose en un suntuoso palacio, propiedad del ducado de Alburquerque. En sus diferentes etapas constructivas trabajaron maestros como Juan Guas, Hanequin de Bruselas y su hijo Hanequin de Cuéllar, Juan y Rodrigo Gil de Hontañón, así como Juan Gil de Hontañón «el mozo» o Juan de Álava entre otros.
Entre sus antiguos propietarios, destacan don Álvaro de Luna y Beltrán de la Cueva, así como los sucesivos duques de Alburquerque. Sus huéspedes más ilustres fueron los reyes de Castilla, como Juan I y su esposa la reina Leonor, que falleció en él, o María de Molina, que se refugió en este castillo cuando su reino la rechazaba. También destacan las figuras del pintor Francisco Javier Parcerisa, el escritor José de Espronceda, el general Joseph Léopold Sigisbert Hugo o Arthur Wellesley, duque de Wellington, que estuvo acuartelado en el castillo con una guarnición de su ejército durante la Guerra de la Independencia.
Fue residencia habitual de los duques de Alburquerque durante siglos, hasta que se trasladan junto a la Corte a Madrid, convirtiéndolo en palacio de recreo y vacaciones, desvinculándose así lentamente del edificio, hecho que se acentúa más aún cuando la línea primogénita del ducado se extingue, y la titularidad pasa a la familia Osorio, descendientes de Ambrosio Spínola, marqués de los Balbases. A finales del siglo XIX el edificio se encontraba prácticamente abandonado, y fue víctima del pillaje. En 1938 se instaló en él un penal para presos políticos, al que se incorpora después un sanatorio para presos tuberculosos, retomando más tarde su utilización como penal que funcionó hasta 1966.
En 1972 interviene la Dirección General de Bellas Artes, llevando a cabo una intensiva restauración, para instaurar en él un centro de Formación Profesional, que tras las nuevas legislaciones de Educación, se convierte en instituto de Educación Secundaria Obligatoria, actividad para la que es utilizado actualmente, entre otros usos.

## Situación
El castillo de Cuéllar se encuentra en la cumbre de una colina, en lo más alto de la villa, sobre la denominada ciudadela y cerrando el recinto amurallado. Está situado en el n.º 4 de la plaza del Palacio, a cuya extensión lindan las fachadas norte y este del mismo; la fachada sur con la Huerta del Duque, y la oeste con el Camino de Santo Domingo. Tiene una superficie total de 1025 m² y su punto más alto se localiza en la Torre del homenaje, con una altura de 20 m.

## Historia

### Primeras noticias

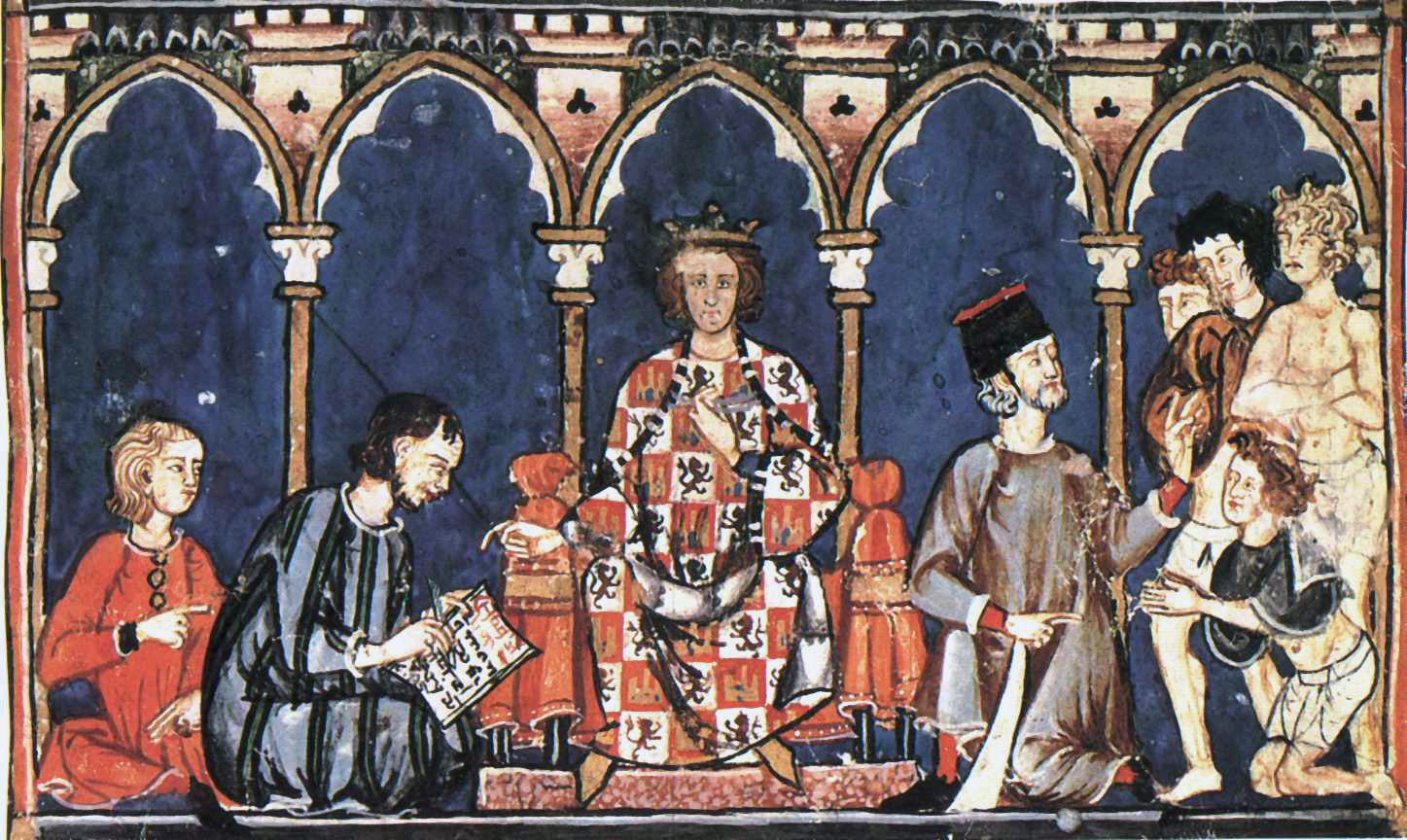
Alfonso X el Sabio, rey con el que aparece mencionado por primera vez el castillo

Es difícil atribuir con precisión una fecha segura a la construcción del castillo de Cuéllar. El recinto amurallado ya figura en documentos de 1264, siendo Alfonso X el Sabio quien concede al concejo de Cuéllar la posibilidad de invertir la recaudación de ciertas multas en el arreglo del mismo. A pesar de ello, en el paño de muralla sobre el que se asienta el castillo se hallaron, tras una restauración, restos de una muralla del siglo XI. También de época anterior, quizá de finales del siglo XII o principios del XIII sea la puerta mudéjar que se localiza en la fachada sur del castillo, por lo que las hipótesis más completas sugieren que el castillo debió surgir a la par que el recinto amurallado. La primera noticia en la que se cita el castillo como tal data de 1306, cuando el 2 de octubre de dicho año Fernando IV otorga desde Burgos un documento similar al de su abuelo Alfonso X el Sabio, concediendo el empleo de la recaudación de las multas en el refazimiento del castillo.
Nada se conoce acerca de la estructura que mostraba en esa época, y fue necesario que pasara un siglo para volver a tener constancia del edificio, pues no fue hasta 1403 cuando el infante Fernando de Antequera, señor de Cuéllar, otorgó una licencia al concejo de Cuéllar para reparar los muros y el castillo, cuyos gastos ascendieron a 30 000 maravedíes que abonaron los vecinos de Cuéllar y su Tierra. En 1431, Juan II de Castilla concedió un privilegio similar al anterior, según el cual las multas debían ser para el refacimiento de los muros del castillo. El mismo privilegio hace alusión a otro igual que concedió su padre, Enrique III de Castilla, y que no ha llegado hasta nuestros días. A partir de entonces, comenzó un enredoso historial en el señorío de Cuéllar.

### Álvaro de Luna

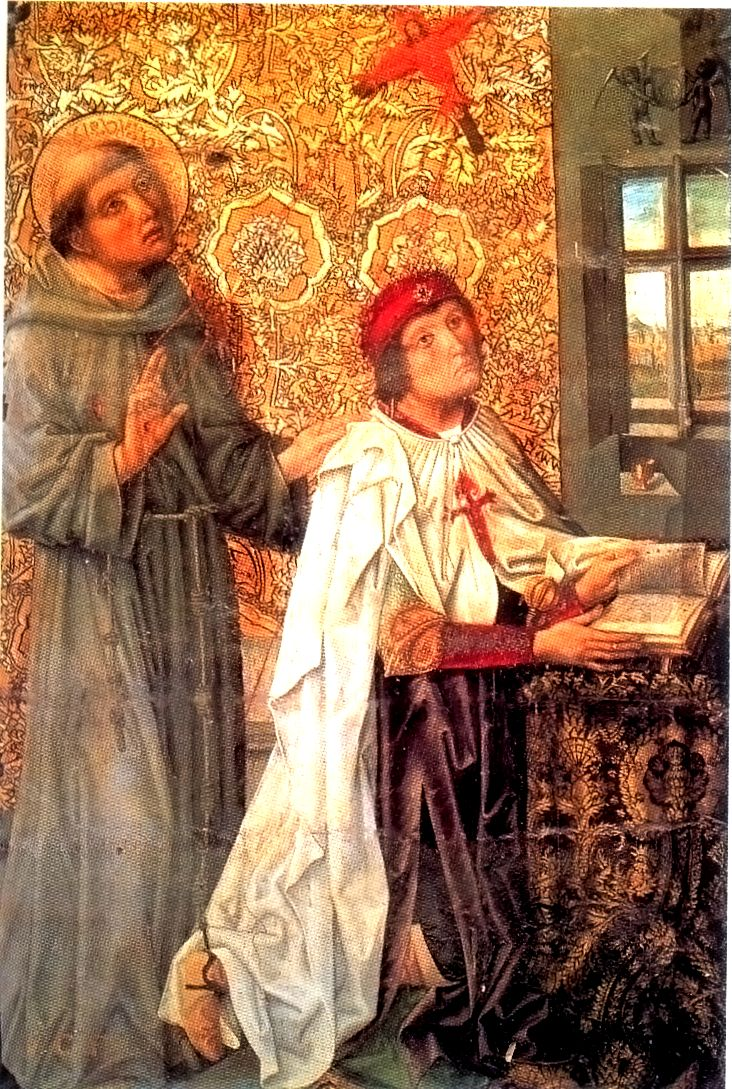
Álvaro de Luna, señor de Cuéllar por dos veces e impulsor de su actual fortaleza.

El 23 de julio de 1433, Juan II hizo merced de la villa de Cuéllar al condestable Álvaro de Luna, que juró pleito homenaje a sus habitantes el 3 de octubre del mismo año. Al año siguiente seguía ostentando el título de señor de Cuéllar. Curiosamente, el 24 de octubre del mismo año de 1433, Fadrique de Luna, hijo de Martín I de Sicilia entregó el señorío de Cuéllar a su hermana Violante de Aragón, por lo que existieron dos señores de la villa al mismo tiempo. Esta anomalía solo puede tener una explicación: Fadrique habría caído en desgracia del rey ya en julio de 1433 y le desposeyó de la villa otorgándosela a Álvaro de Luna; renegado, Fadrique al considerar en peligro su señorío, se lo cedió a su hermana Violante, y por ello encontramos señores a ambos en el mismo tiempo.
Es posible que ya entonces Álvaro de Luna comenzase a plantear la nueva fortaleza de Cuéllar, pero dispuso de escaso tiempo material para llevarlas a cabo: en 1439 fue desterrado de la corte, y el señorío de la villa fue cedido por Juan II de Castilla el 26 de abril del mismo año a su homónimo el rey de Navarra, quien lo poseyó hasta 1444. Tal vez por ello, por haber comenzado un proyecto en Cuéllar, consiguió nuevamente el señorío de la villa el 23 de julio de 1444, tomando posesión al año siguiente. Fue entonces cuando llevó a cabo la mayor parte de su obra en el castillo que le defendió de sus enemigos, pues juntó hasta 300 lanzas en su villa para combatir en las revueltas que precedieron a su ejecución en Valladolid. Precisamente uno de aquellos doce jueces que vieron el proceso y le condenaron con la decapitación fue un cuellarano, Juan Velázquez de Cuéllar, que no pudo soportar el remordimiento y se hizo donado en el monasterio de Santa María de la Armedilla, mandando colocar a su muerte, sobre su sepultura, una cabeza de cera, en recuerdo de aquella que por su firma cortaron al Condestable de Castilla.

### Isabel la Católica
Tras la muerte de Álvaro de Luna, el señorío volvió a Juan II de Castilla, y el mismo año en que murió el condestable (1453), se le otorgó a la todavía infanta de Castilla, futura Isabel la Católica, quien ya poseía otros lugares que con el tiempo pasaron a formar parte de la Comunidad de Villa y Tierra de Cuéllar: el señorío de Montemayor. Fue señora de la villa hasta 1464, cuando entraron en la historia local su hermanastro Enrique IV de Castilla y Beltrán de la Cueva.

### Enrique IV y Beltrán de la Cueva

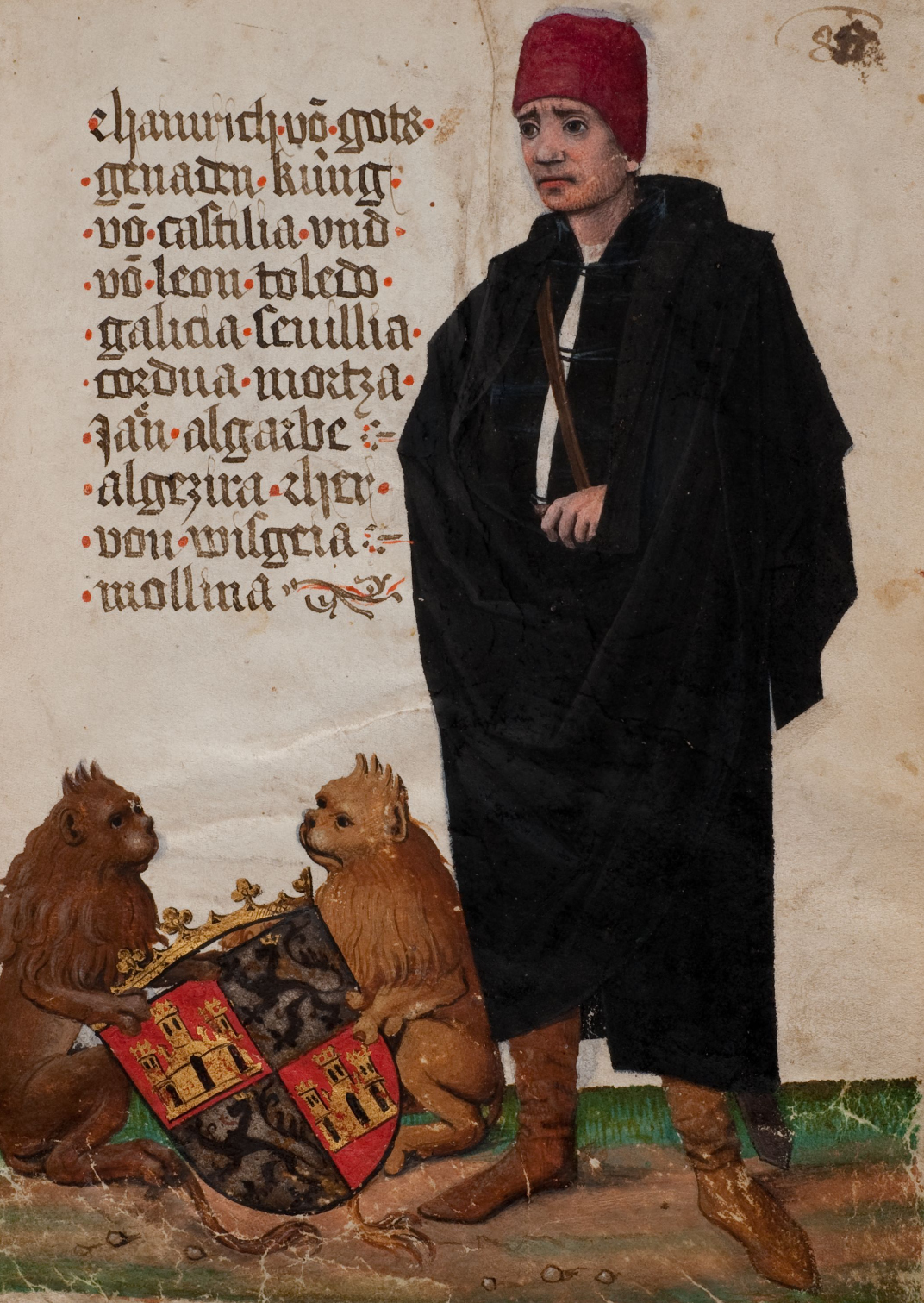
Enrique IV de Castilla compró el señorío de Cuéllar a su hermana, la futura Isabel la Católica, para entregárselo a su valido Beltrán de la Cueva

Enrique IV, quien sintió una gran predilección por Cuéllar, donde celebró las primeras Cortes de Castilla de su reinado en 1455, se negó a admitir la voluntad de su padre, y persistió en manejar la villa personalmente, pese a que el señorío pertenecía a su hermanastra. Así, el 22 de julio de 1462, ordenó a Alfonso Pérez de Segovia que le dieran 20 000 maravedíes cada año por la tenencia del castillo, y partidas similares expidió en 1463 y 1464. Juan II legó en su testamento la villa a Isabel, y Enrique, para hacerse con ella, tuvo que pagar a su hermanastra 200 000 «doblas de la Banda para su dote e casamiento». Una vez en su posesión, es entonces cuando en 1464 hizo merced de la villa a su valido Beltrán de la Cueva, en compensación a la renuncia que hizo éste sobre el Maestrazgo de Santiago, y con la condición de que se ausentara de la corte:

Don Enrique, por la gracia de Dios, rey de Castilla [...] Por algunas causas e razones que a ello me mueven complideras a mi servicio e al pro e bien comun de mis regnos e al pacifico estado e tranquilidad dellos, e por quitar e oviar los escandalos que al presente están aparejados para se servir, por esta mi carta... vos fago merced, gracia e donación pura, perfecta e non revocable, que es dicha entre vivos, de la dicha villa de Cuéllar e su tierra con su castillo e fortaleza...

A pesar de pertenecer por herencia a la infanta Isabel, Beltrán de la Cueva tomó posesión del señorío en diciembre de 1464, y las Cortes de Salamanca del año siguiente confirmaron la merced hecha por el rey. Quizá por este motivo, las obras que efectuó en el castillo se basaron en fortificar la edificación existente, para poder así defenderse en caso de ataque por parte de la infanta Isabel. Además, firmó acuerdos de socorro con diferentes miembros de la alta nobleza, con el objetivo de asegurar su posesión.
Cuando en 1474 subió al trono Isabel, Beltrán de la Cueva la entregó un memorial con ciertas peticiones. En la primera de ellas pedía a su alteza «le confirme las mercedes que tiene del señor Rey Don Enrique, que Dios aya de las villas de Cuéllar e Roa e Alburquerque e Mombeltrán y el Adrada e Ledesma e Huelma». La reina, en unión con su marido, accedió a todas las peticiones de Beltrán de la Cueva en 1475, y además el rey don Fernando logró que su padre, Juan II de Aragón, cediese a don Beltrán todos los derechos que pudiera tener sobre la villa en 1476:

...Acatando e considerando los muchos e buenos e leales servicios que con toda lealtad e fidelidad vos avedes fecho e facedes de cada dia al mi muy caro e muy amado fijo primogenito Don Fernando Rey de Castilla... fago merced, gracia, donacion perpetua e non revocable a vos el dicho Duque de Alburquerque de todo el derecho e acción que yo he e tengo e me pertenesce e pertenescer puede e debe en qualquier manera e por qualquier titulo e cabsa e raçon que sea e ser pueda, a las villas de Cuellar e de Roa, e a sus fortaleças e vasallos... e lo do e cedo e traspaso e renuncio todo en vos el dicho Duque de Alburquerque y en vuestros herederos e subcesores...

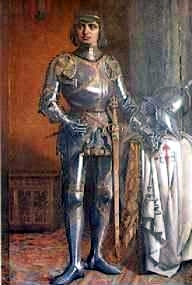
Beltrán de la Cueva, valido de Enrique IV, en una visión pictórica del

Beltrán de la Cueva pasó de temer un posible ataque de Isabel a ser bien visto en su corte. Sin duda se ganó el favor real por haber luchado contra los portugueses defendiendo los derechos de la reina en la Batalla de Toro el 1 de marzo de 1476, en el marco de la guerra de sucesión castellana. Desde ese momento y hasta 1811 por la abolición de los señoríos, la villa permanecerá en manos de la Casa Ducal, y las obras iniciadas por Beltrán de la Cueva serán continuadas por el segundo, tercer y cuarto duque, convirtiendo la fortaleza militar en un palacio renacentista, donde tendrán su residencia hasta el siglo XVII, en que se trasladan junto a la Corte a Madrid, pasando a ser su residencia de verano y lugar de celebraciones familiares.
Se inició en este momento una etapa oscura para el monumento, que frecuentado ocasionalmente y sin uso específico, fue deteriorándose con los años, y las escasas noticias que se tienen al respecto de esta época, reiteran el hundimiento de techumbres y otros pormenores que los duques siempre restauran, aunque sin mostrar un especial interés por su conservación y por todas las obras de arte allí almacenadas, entre las que se localizaban una importante vajilla de oro y plata, una conocida armería y diferentes lienzos de pintores reconocidos.

### SigloXIX

#### Guerra de la Independencia
Por su situación geográfica, a medio camino entre Segovia y Valladolid, y la existencia del castillo, la Villa jugó un papel de cierta importancia durante la Guerra de la Independencia, y la fortaleza un lugar codiciado por los franceses. Al igual que lo hicieron con otros monumentos de Cuéllar, como los conventos de San Francisco y La Trinidad o la iglesia de San Pedro, el castillo también fue víctima del robo y destrozo de los franceses. El 28 de febrero de 1808 llegaron los primeros soldados franceses, que se instalaron en la casa de una de las familias nobles de Cuéllar y fueron alimentados y atendidos por la población. Poco después se alzaron en armas contra los franceses la Academia de Artillería de Segovia y el general Gregorio García de la Cuesta por parte de Valladolid. El administrador del duque, cumpliendo con las órdenes que procedían de Segovia, envió todas las armas de fuego que se guardaban en el castillo, para las que fueron necesarios cuatro carros.

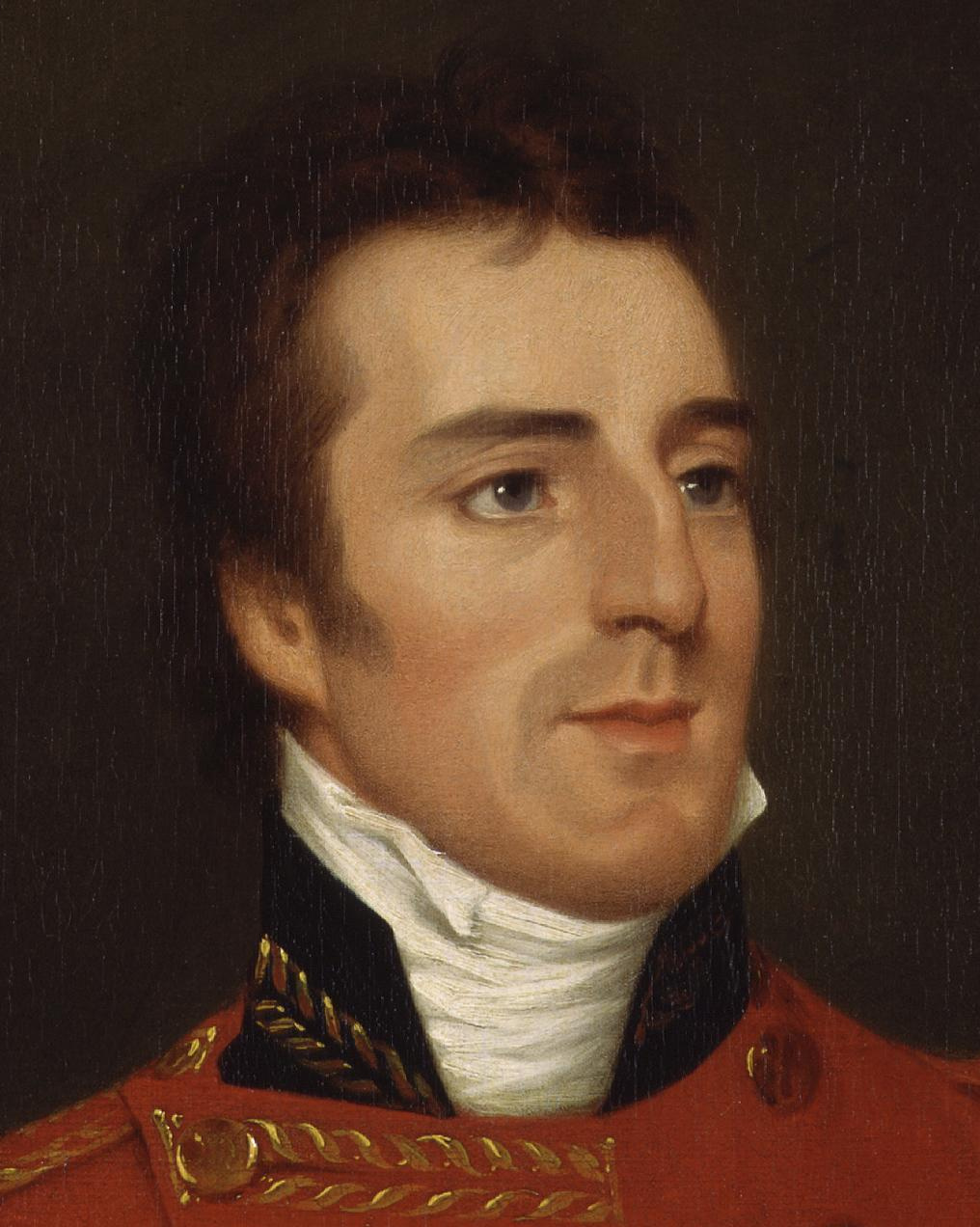
El mariscal de campo Arthur Wellesley, duque de Wellington

En 1812 llegó a Cuéllar el general Arthur Wellesley, Lord Wellington, con un importante número de soldados. Su llegada a Cuéllar debió ser estremecedora: el 1 de agosto de 1812 los soldados de caballería e infantería, victoriosos de la Batalla de los Arapiles fueron vistos cruzando el municipio de San Cristóbal de Cuéllar, mientras desfilaban al son de las trompetas en dirección a la Villa, durando la exhibición desde las siete hasta las once de la mañana. El párroco del municipio, testigo y relator, tuvo que dar cobijo a un capitán inglés y a su esposa, y asegura que Wellington pasó de largo, a caballo «correspondiendo sonriente a los saludos de la multitud». Tras ofrecer un almuerzo a los mandos superiores, el ejército se encaminó a Cuéllar, donde permanecieron alojados al menos seis días.
El 7 de enero de 1813 regresaron los franceses, que rompieron la puerta del monasterio de Santa Clara y propinaron una paliza al capellán y al sacristán de la iglesia. También sufrió destrozos el castillo: encendieron una hoguera alimentada por los muebles del mismo y continuaron con el expolio iniciado por sus compatriotas el año anterior. En mayo del mismo año, cuando ya se retiraba del campo de batalla, llegó a Cuéllar el general Hugo (padre de los literatos Eugène, Abel y Victor Hugo), que se alojó en el castillo, acompañado de su convoy, donde descansaron una noche. Fueron atendidos por la población con abundante comida, buena cama y forrajes, pero ante el peligro de las guerrillas abandonaron Cuéllar en dirección a Tudela de Duero.

#### La familia Osorio en Cuéllar
En 1811 falleció en Londres sin sucesión José Miguel de la Cueva y de la Cerda, XIV y último duque bajo el apellido de la Cueva. Entonces se inició un largo pleito por las casas nobiliarias y mayorazgos que se reunían en su persona. Hubieron de pasar 19 años hasta que, en 1830 el Ducado volvió a poseer titularidad legal: Nicolás Osorio y Zayas, fiel defensor de la Revolución Liberal y padre del conocido alcalde de Madrid, Pepe Osorio, el Gran Duque de Sesto, promotor de la Restauración Borbónica, no solo a nivel político, sino también económico.
A pesar de no poseer el señorío de Cuéllar, pues este tipo de organismos habían sido abolidos en las Cortes de Cádiz en 1811, poseyeron el título de marqueses de Cuéllar y con él, la propiedad del castillo. Estos nuevos señores del edificio procedían de la gran familia de los Osorio, marqueses de Alcañices y de los Balbases, descendientes de Ambrosio Spínola.

### SigloXX

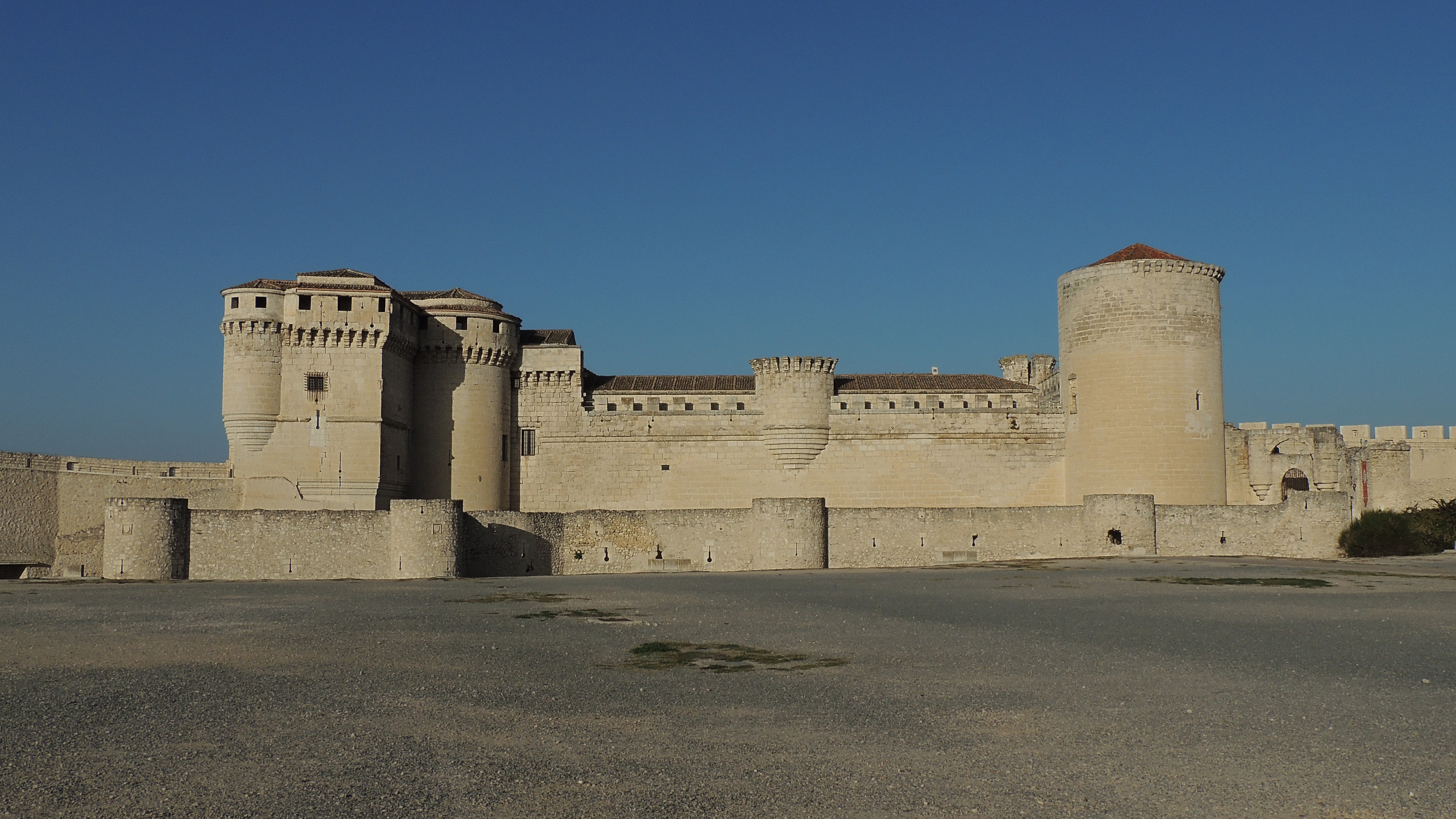
El recinto murado y el castillo fueron declarados bien de interés cultural con la categoría de monumento el 3 de junio de 1931

El 3 de junio de 1931 fue declarado, junto con el recinto amurallado de la Villa Monumento Histórico-Artístico, que a partir de 1985 con la nueva ley se denominó Bien de Interés Cultural. Pese a ello, en 1938 el director general de Prisiones en el Gobierno de Burgos pidió al XVIII duque de Alburquerque instalar una institución penitenciaria en el castillo, destinada a presos políticos. El duque cedió entonces al Estado español el usufructo vitalicio del castillo y la huerta contigua, reservándose el título de propiedad para la Casa Ducal, y poniendo como único requisito que se respetase la estructura y su entorno, señalando que las obras que llegaran a realizarse se ajustasen al carácter arquitectónico del edificio, aspecto que no cumplió la administración, alterando en gran medida la estructura original sin ningún tipo de contemplación. Posteriormente se incorporó un sanatorio destinado a presos tuberculosos para retomar más tarde el penal común, que existió hasta 1966. El 19 de febrero de 1957 el castillo fue noticia en el diario ABC: cinco reclusos que compartían la celda común del Torreón de Santo Domingo se fugan del penal haciendo un agujero en el muro; a las nueve y media de la noche, se descolgaron por la torre con nueve sábanas anudadas, que se rompieron por el peso y los reclusos fueron interceptados. Tras tratar de huir, dos de ellos fueron disparados ocasionándoles la muerte.
En el año 1961 y a pesar del penal, el castillo fue escenario del Día de la Provincia, un acto que pretendía el acercamiento de la ciudad con los municipios de su provincia. Se trató de un gran acontecimiento, con un programa de lo más variado: se eligió «Reina de la Provincia», título que recayó en una cuellarana, y se celebraron oficios religiosos y culturales (un certamen de poesía, exposiciones de pintura, de fotografía, de maquinaria e incluso un concurso de carros engalanados), así como diferentes exhibiciones deportivas y folclóricas a cargo de la Sección Femenina y el Frente de Juventudes. También se inauguró el parque de bomberos y el nuevo hospital, que se habilitó en el antiguo Hospital de la Magdalena.
Aprovechando las estancias penitenciarias, en 1968 fue escenario del rodaje de América Rugiente (1970), un largometraje español de género policiaco dirigido por Alfio Caltabiano y protagonizado por Wayde Preston, Tano Cimarosa y Eduardo Fajardo, entre otros.
En 1966 cesó la actividad del penal, y a partir de entonces el edificio fue víctima del pillaje y el vandalismo hasta que el Ministerio de Educación intervino en 1972, procediendo a la afectación del usufructo del castillo ante el progresivo deterioro que estaba sufriendo tras el cese de la prisión. Ese mismo año la Dirección General de Bellas Artes llevó a cabo la primera restauración, eliminando los restos de la prisión y consolidando la estructura original, en peligro de hundimiento. Un año más tarde se paralizó la restauración, considerándose que se trataba de un capricho y no de la conservación del edificio. Entonces se intentó buscar una función práctica para su uso, y tras barajar diferentes propuestas entre las que se encontraba su transformación en castillo-museo, un estudio y museo de Miguel Ortiz Berrocal e incluso incorporarlo como Parador de Turismo, se decantó finalmente por instalar un centro de Formación Profesional para Cuéllar y su comarca, de mayor necesidad que las otras propuestas.
Tras una minuciosa restauración, el centro abrió sus puertas en el curso 1975-1976, con las especialidades de Electrónica, Electricidad y Administrativo. Tras diversas restauraciones posteriores por parte del Ayuntamiento de Cuéllar, centradas principalmente en la década de 1990, se completó la formación al implantarse en 1996 la Educación Secundaria Obligatoria, convirtiéndose a partir de entonces en el IES Duque de Alburquerque.
Por último, en 1997 entró en escena el «Plan de Dinamización Turística de Cuéllar», y en dos años se convirtió en museo parte del edificio como reclamo turístico a través de unas visitas teatralizadas. Como consta en la escritura de cesión, el duque se reservaba también una sala que albergase su archivo familiar, y en ese mismo año de 1997, su hijo y actual duque, Juan Miguel Osorio y Bertrán de Lis cumplió el deseo de su padre poniendo en marcha la «Fundación de la Casa Ducal de Alburquerque», reconocida legalmente en 1999, situando su sede en la Torre del Homenaje del castillo, y tras diversos acuerdos institucionales se agregan a sus fondos documentales, el Archivo Histórico Municipal de Cuéllar y el Archivo de la Comunidad de Villa y Tierra de Cuéllar, convirtiendo así la fundación en uno de los archivos nobiliarios más importantes de España.

## Descripción
El edificio actual debe su imagen a un laborioso proyecto de recuperación y restauración en varias fases, iniciado en 1970 y finalizado en los años 1990. El castillo presenta una planta trapezoidal y consta de dos recintos: el primero compuesto por el foso y la «barbacana» o «falsabraga», que bordea las fachadas norte y este, alternando muro y torreones de mampostería para unirse a un lado y a otro con la muralla de la ciudadela. El segundo recinto, de mayor envergadura y solidez, lo forman tres crujías anguladas de vastos torreones, de los que destaca por sus dimensiones la torre del homenaje.

### Zona militar

#### Foso, falsabraga y liza
Bordeando el edificio se excavó un foso que precedía la falsabraga Se trata del primer obstáculo defensivo con el que se encontraba el enemigo frente al castillo. Tiene como peculiaridad que nunca tuvo agua, pues es un foso seco que protegía la falsabraga, construida por Beltrán de la Cueva en 1465.
Consta de una pequeña cortina de mampostería completada por cinco torres de flanqueo, compuestas por tres cámaras de tiro con sus troneras. A lo largo del muro se abrieron posteriormente otras troneras. Entre la fachada oriental y la falsabraga, encontramos la liza, un corredor de unos tres metros y medio de anchura. Se trata de un pasillo-trampa dotado de dos puertas en recodo para desenfilar la entrada al interior, es de inspiración musulmana.

#### Antepuerta
Contigua a la falsabraga se localiza la antepuerta, estructura independiente a la primera y que cierra el patillo de entrada. Al disponer de un puente levadizo y rastrillo, se abrió un postigo para uso peatonal en una de las hojas de la puerta, cuidando mejor la seguridad del recinto. La torre que flanquea la puerta, se sitúa a la izquierda, y está provista de troneras de palo y de un acceso elevado donde se ubican las cámaras de tiro bajo una bóveda de cañón.

#### Patillo de entrada
Se trata de un pequeño antepatio al que desemboca la liza. Al frente se halla la puerta de acceso al patio de armas. Sobre un arco conopial aparecen tres escudos rematados por un alfiz, pertenecientes a Beltrán de la Cueva, a su primera esposa, Mencía de Mendoza y Luna, y a Enrique IV de Castilla, acompañado este último de su divisa de las granadas y su mote de «Agro dulce», que constituye el único ejemplo conservado en el que aparece el conjunto. Sobre el conjunto heráldico se levanta una ladronera con canecillos y dos matacanes; en ella se abre una ventana de enrejado decorativo que sustituye a una saetera múltiple. En el arranque de la fachada norte aparece el muro de mampostería, quizá reutilizado por Álvaro de Luna, que en su exterior se encuentra forrado de sillería para embellecer el conjunto.

#### Torreón de Santo Domingo
El cubete artillero, denominado Torreón de Santo Domingo por lindar con dicho camino, constaba de dos cuerpos y un terrado (terraza a cielo abierto sin almenar), hoy desaparecido. En el cuerpo inferior se abren varias aspilleras, mientras que en el superior aparecen dos troneras y otras dos aspilleras. El interior alberga una bóveda de ocho nervios radiales, quizá obra de Álvaro de Luna. Se localiza un vano abierto en la clave de la bóveda para subir y bajar munición sin tener que abandonar el terrado. Se desconoce su utilización original, y se baraja la posibilidad de que sirviera como calabozo o capilla. En el siglo XVI se utilizó con fines palaciegos, dotándola de una chimenea renacentista de la que se conservan las ménsulas sobre las que apoyaba la campana. En la sala principal se abren dos aspilleras en forma de péntaclos, que proporcionan luz al interior, y que serían utilizadas, en caso de necesidad, como vanos de disparo. A través de ellas puede apreciarse la anchura del muro, de 5,80 m, pues debía soportar el peso de los cañones alojados en el terrado, así como los disparos enemigos. También se localizan en el cubo dos troneras de buzón de largo recorrido, y un conducto de ventilación por donde salía el humo de los cañonazos.
En el pavimento de la sala existían unas escaleras, hoy desaparecidas y sustituidas por una trampilla, que bajaban a una segunda bóveda ubicada bajo la anterior, de la que arrancaba una mina. Es posible que se tratara de una aguada que llegaba hasta el río para abastecerse en caso de sitio del castillo, y ya estaba cegada en 1897. La leyenda popular mantiene que se trataba de una mina de comunicación, con el nombre de Túnel de Iscar, y que, según esta, unía ambos castillos, y tiene origen en la novela Sancho Saldaña o El Castellano de Cuéllar, escrita por Espronceda durante su destierro en Cuéllar, en la que habla de varios pasadizos secretos que poseía el castillo.

#### Torre-Puerta
Situada en el ángulo sureste del castillo, representa el arte mudéjar del mismo. En su origen debió ser una de las puertas de la muralla, y al edificarse el castillo sobre esta, se conservó adaptándola al recinto. Está flanqueada por dos torres unidas mediante un arco, y su cuerpo superior fue construido por Álvaro de Luna, que completó el conjunto con un cubo esquinero de sillería. Alberga seis cámaras que en su origen estaban destinadas a uso militar, y que a partir del siglo XVI se incorporaron a la zona palaciega.

##### Cámaras
El espacio consta de seis cámaras. En la primera se localizan restos de tapial de la muralla del siglo XI, los restos más antiguos de la edificación. Bajando por una escalera de piezas altas que desvelan su función militar, se accede a la tercera cámara, que pudo acoger el aparejo del rastrillo de la puerta sur, donde se aprecian restos de un aljibe mudéjar del siglo XIII que recogía las aguas pluviales. Conserva una ventana aspillerada de mediados del siglo XV con poyos o bancos de piedra, dado a su uso doméstico. Bajo esta, se sitúa la cuarta cámara, en la que aparecen varias troneras y aspilleras, y una abertura que comunica con el vestíbulo. La quinta cámara, estancia gótica y abovedada fue utilizada en su origen como sala de guardias, como lo muestran sus troneras, reutilizadas en el siglo XVI como ventanales de la capilla, contigua a los aposentos ducales. Bajo esta sala se encuentra la sexta y última cámara, quizá usada como mazmorra, que conserva una bóveda de cuarto de esfera que carece de clave, abriéndose una ventana cenital que comunica con la sala superior.
Se desconoce la cámara exacta en la que se ubicaba el rico Tocador o Cámara de las Duquesas, que aparece de forma reiterada en los inventarios del castillo. Pudo ubicarse en la cámara que posee un balcón abierto hacia la Huerta del Duque, al que la tradición hace llamar el Peinador de la Reina. Por el contrario, su decoración se describe al detalle en los documentos citados: una cama grande, otra llamada de los cardos, otra la amarilla, o la de las amazonas. Había doseles, sitiales, sobremesas y reposteros; una mesilla de nogal con chapas de plata y las armas de los Cueva, con un banco de madera con una cadena plateada; un sello de plata grande para sellar provisiones, con las armas del duque don Francisco; ambientadores, perfumadores, espejos de acero con encajes de nogal, una caja de peines labrada de oro sobre cuero azul con cinco peines e un espejo e una escobilla e unas herramientas; un antorchero, un salterio pequeño de rezar, dos cintas blancas de seda guarnecidas con encajes de oro para la cabeza; un cinto labrado de filo de plata dorado, una caja redonda con polvillos, dos pares de patines de hombre para caminar sobre los hielos y dos pares de mujer para lo mismo, y el gran joyero de la duquesa.

##### Galería mudéjar
Data del siglo XIII y comunica con la última cámara. Se trata de una escalera de acceso a una de las torres de la muralla urbana, en la que Álvaro de Luna edificó después la «Torre-Puerta». Es posible que al adosar el castillo a la muralla, la escalera quedase embebida en el mismo, siendo reutilizada y formando parte de su estructura.

#### Torre del homenaje
Se trata de la torre más alta y sólida del conjunto. De forma cilíndrica, tiene 2,80m de anchura y una altura aproximada de 20m, aunque en origen tenía mayor altura. Construida en sillar por Álvaro de Luna, conserva en la bóveda de la segunda sala su escudo de armas, formando la clave. Posee una escalera de caracol por la que se accede a la segunda cámara y al terrado.
La primera sala conforma una bóveda de cuatro nervios que terminan en ménsulas de hojas de palma, y hasta antes de su restauración se conservaba el pozo que surtía de agua a los soldados. En ella se abren tres troneras cuyas cámaras de tiro han sido reutilizadas como ventanales. La clave está picada y contenía las armas de Álvaro de Luna. La segunda sala o Aula Maior contiene una bóveda de seis nervios, y posiblemente sería la sala de capitanes. En ella se abre una cámara de tiro que comunica al exterior con una ventana gótica de rica decoración sobre la que se alza otro escudo, también picado y presumiblemente, de Álvaro de Luna. El terrado presenta unas ménsulas de doble y triple bocel. Fue techada en el siglo XVIII y posteriormente perdió parte de su altura.

#### Escaraguaitas y adarve
Su fachada oeste se completa con cinco escaraguaitas (o garitones), pequeñas torres macizas sujetadas sobre una repisa de lampetas, accesibles mediante una escalera a cielo abierto, construidas por Hanequin de Bruselas en 1435 durante las obras de Álvaro de Luna. El adarve, que compone el camino de ronda, está provisto de almenas, troneras y matacanes.

### Zona palaciega

#### Patio de Armas

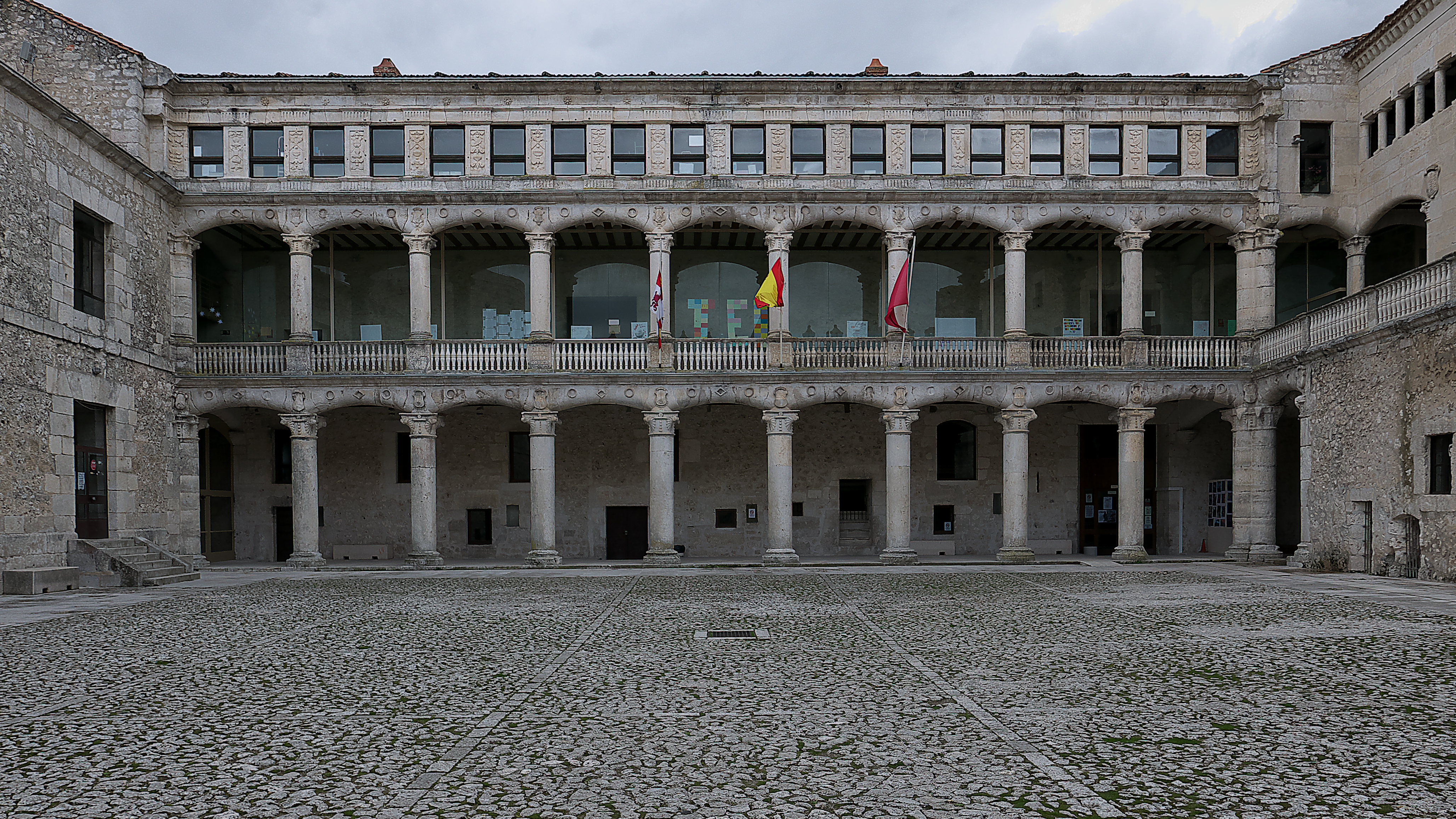
Galería meridional

Se accede a él a través del arco conopial del patillo de entrada. Remodelado por Beltrán II de la Cueva y Toledo, II duque, se extiende al frente una suntuosa galería renacentista, que fue escenario de espectáculos y fiestas, e incluso utilizado como plaza de toros.
En torno a él se levantaron tres crujías con diferentes funciones, y se proyectó una, la norte, pero no llegó a edificarse; en el ala sur se instaló la zona noble, en la oeste la doméstica y en el ala este, la armería grande. Existía otra armería, cuya situación se desconoce. El suelo empedrado que conserva data de la última restauración, eliminando el asfaltado de cemento que se proyectó durante la época penitenciaria.
Desde hace treinta años este espacio acoge la Feria de Artesanía, un evento paralelo a la Feria Comarcal de Cuéllar, que se ha convertido en referente de la artesanía en Castilla y León, ya que su principal criterio es la calidad de las piezas a exponer.

#### Escalera Real
Situada en el ángulo suroeste del castillo, es el único acceso desde el patio a los pisos superiores. Es una escalera monumental, decorativa, de cómodos peldaños diseñada para el tránsito habitual. El tramo superior junto con sus artesonados originales, ya se había sustituido en 1900, y sus peldaños son ligeramente más altos que los del primer tramo. La balaustrada, de construcción extremeña, consta de cuatro bloques en los que base, balaustre y pasamanos están tallados en una sola pieza.

#### Galería Sur
Edificada en pleno Renacimiento, su construcción se inicia en 1559 tras derribar un pórtico gótico. Componen la galería dieciocho arcos de bocelón repartidos en dos pisos; en un tercer nivel se sitúan dieciocho arcos menores adintelados, decorados siguiendo los cánones del arte griego, queriendo imitar un friso dórico. El primer y segundo nivel están rematados alternativamente por la heráldica ducal, repitiéndose los blasones de los de la Cueva y los Girón.
Partiendo de los sótanos, el edificio se compone de cuatro pisos. En ellos se situaban las caballerizas, por las que se accedía a las cocheras a través de unas rampas empedradas, hoy desaparecidas. La techumbre la conforma una bóveda de cañón dividida en tres espacios por muros de sillería.
La planta baja albergaba las cocheras y el guardarnés. Se accedía a ellas por una puerta situada a la izquierda de la escalera principal. En ellas se guardaban literas, andas, coches e incluso un carro triunfal destinado a grandes celebraciones. Las techumbres de todo el ala están decoradas con artesonados de estuco tallados y decorados a candelieri, y en ocasiones aparece el emblema franciscano, Orden a la que la Casa Ducal estuvo especialmente vinculada. Todas las estancias palaciegas estaban decoradas con un zócalo de cerámica de Talavera, especialmente diseñado para el castillo, del que no quedan restos.
En el primer piso estaban las cámaras de los duques, de sus hijos e invitados, y una reservada para Enrique IV, que vivió gran parte de su reinado en el Alcázar de Segovia y frecuentaba Cuéllar en busca de caza y la compañía de Beltrán de la Cueva. En esta sala se ubicaba también un suntuoso comedor de gala, con un balcón en la fachada sur, que guardaba un tesoro de plata labrada de incalculable valor. La escritora Marie-Catherine le Jumelle de Barneville, baronesa d'Aulnoy, tras su visita a España en 1679 escribió impresionada sobre su visita a Cuéllar, afirmando que «el duque de Alburquerque empleó mes y medio para pesar e inventariar su vajilla de oro y plata, compuesta, entre otras muchas cosas, por 1400 docenas de platos, 50 docenas de fuentes y 700 bandejas».
En el comedor se abre una puerta que comunica con un gran salón de recepciones que estaba presidido por una chimenea, con amplio ventanal que conserva la reja original, una de las pocas actualmente. De la chimenea, que aún permanecía en el siglo XIX tan sólo se conserva el hueco que ocupaba.
El segundo piso albergaba una sala de recreo y dos pequeños salones a ambos lados comunicados entre ellos, donde actualmente se ubica la secretaría y sala de profesores del instituto. Se conserva el artesonado de iguales características en todo el edificio, y se ha perdido el suelo original de ladrillo, así como el zócalo de cerámica de Talavera que entre otros motivos lucía el escudo de los Cueva. La fachada sur se decora con un esgrafiado de anillos, tan popular en Segovia, rematando las uniones entre ellos con trozos de escoria.

#### Crujía Oriental
En el ala este se levanta este edificio, la construcción más tardía del conjunto, edificada en el siglo XVII, sustituyendo a otra anterior, quizá donde se ubicaba la armería pequeña. El primer piso estaba ocupado por la armería grande, considerada la más rica y variada del país, mientras que en el segundo se localizaba la Sala de las Moras.

##### Armería grande
Debido a que la mayor parte de los duques de Alburquerque ejercieron la carrera militar, se guardaba en el castillo una selecta y valiosísima armería, compuesta no solo por armas propias de la Casa Ducal, sino también de trofeos adquiridos en los campos de batalla.
En 1637 Felipe IV solicita al octavo duque que le envíe todas las pistolas, carabinas, arneses, corazas y otras armas de á caballo que tuviese, para equipar el ejército real.
Albergaba también diversas banderas de tafetán, de naos, de gente de armas; veletas de tafetán, guiones de damasco carmesí, arneses variados, rodelas, lanzas, picas, astas, espadas, alfanjes, ballestas y otras armas. En el siglo XVIII contaba alrededor de 300 armaduras y «buena porción de modelitos de cañones de bronce de varias suertes, muchas especies de lanzas, picas, espadas, mosquetes; diferentes estandartes, banderas y otros aprestos militares». También recogía ciertas curiosidades: unos huesos que halló un servidor del duque de Alburquerque en el marquesado del Valle, al parecer, de desmesuradas proporciones, y atribuidos a una bestia desconocida por los anatomistas de la época (siglo XVII). Si sus proporciones eran tan importantes no es descabellado pensar que se tratase de restos óseos de dinosaurio, pues han sido frecuentes este tipo de hallazgos en la zona.
De riqueza incalculable y expoliada durante los últimos siglos, todo cuanto quedaba de ella fue enviado en 1808 a Valladolid cuando esta y Segovia se alzaron en armas contra los franceses. Tomó parte por tanto en la victoria de los españoles en la Guerra de la Independencia, siendo necesarios siete carros para su traslado.

##### Sala de las Moras
Completaba el edificio la Sala de las Moras, que ocupaba el segundo piso, estaba distribuida en unos amplios salones. Al construirlos, el antiguo adarve, ya sin uso, se incorporó a la construcción para dar mayor amplitud, abriendo tres preciosos balcones al exterior que fueron eliminados en los años 1970 para devolver al castillo su apariencia medieval. Su nombre procede de la decoración morisca con la que estaba revestida, entre la que se localizan diversas alfombras, cuadros de firma, tapices, armas y valiosos muebles.

#### Frente septentrional
La crujía norte no llegó a edificarse, a pesar de que en 1685 fue diseñada por Juan de Carassa, cuyos planos se conservan en el Archivo Histórico Municipal de Cuéllar.
Las líneas de mechinales que se observan desde el patio de armas tienen que ver con la antigua construcción edificada por Álvaro de Luna y derribada por Beltrán de la Cueva para ampliar el patio de armas.

#### Crujías Occidentales
Esta galería carece de la rica decoración renacentista que la principal. Destaca en ella un corredor losado, construido entre 1558 y 1559. Es posible que a la muerte del III duque se paralizase un proyecto que tenía como fin el emporticado del patio de armas, ya que la galería se quedó sin terminar. La balaustrada es una réplica de la original, instalada en los años 1990.
El paño de fachada que da luz a la Escalera Real fue construido por el IV duque, y en ella campean los escudos de sus dos esposas, con armas de Leiva y Fernández de Córdoba. En esta ala estaba instalado el sector servicios del castillo, donde se localizaban las estancias domésticas.
Los sótanos ubicados en la parte más baja están divididos en cuatro bóvedas de cañón, y una quinta proyectada, que no llegó a terminarse. Constan de cuatro cámaras; en la primera debía estar instalada una cocina, pues se localiza una chimenea de doble tiro, así como varias piletas de piedra y tres hornacinas que fueron usadas como alacenas. La segunda, tercera y cuarta estaban destinadas a almacén de víveres.
La planta baja, actualmente cerrada en mampostería guarda tras ella unas bóvedas góticas que al parecer albergaron despensas, calabozos o depósitos de armas. En la primera planta se ubicaban las crujías domésticas, que albergaban las cocinas, algunos talleres y la enfermería, mientras que la segunda planta estaba destinada a las cámaras de los criados, que conservan todas ellas su artesonado original.

### Bosque y huerta
Al pie del castillo y perteneciente al mismo, se extiende la Huerta del Duque, un parque de ocho hectáreas en el que se ubicaban los huertos, bosque de caza y otras estancias ganaderas de las que se abastecía la Corte Ducal. Estaba rodeada y unida al castillo a través de un tapial de mampostería que aún hoy conserva, rematada a medio camino por el molino de viento llamado torre del Cubo que fue adquirido por los duques en 1496 para destinarlo como aposento del guarda del bosque, constituyendo el documento de compra en la actualidad la noticia más antigua de un molino de viento en Castilla y León. Componían el espacio dos huertas diferenciadas, una grande y otra pequeña, en la que se ubicaba un gran majuelo cercado y una construcción que aparece en los documentos como La Casita, que ha desaparecido.

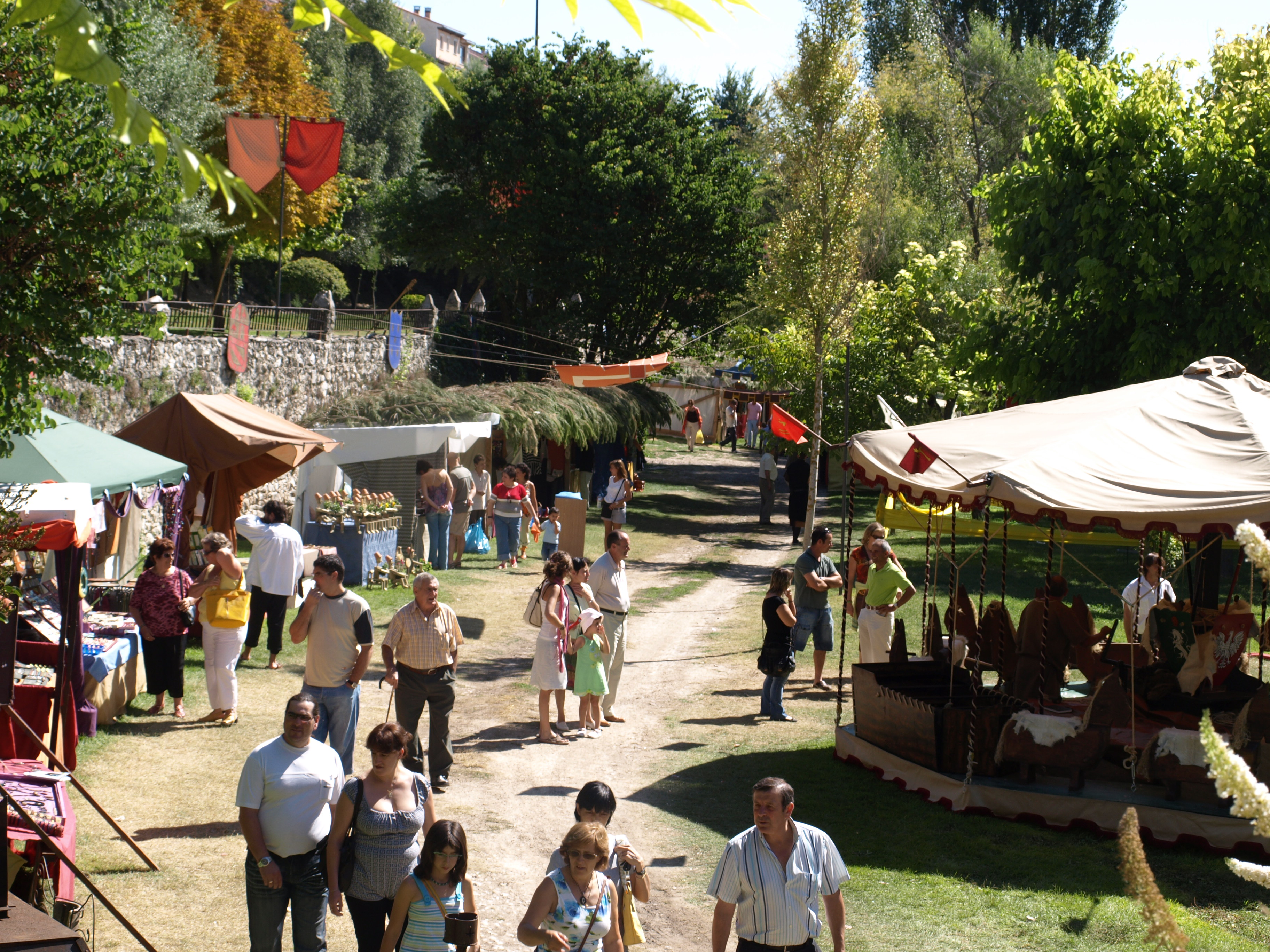
Huerta del Duque durante la Feria Medieval de 2008

El bosque, que servía de coto de caza menor a los duques, estaba compuesto en el siglo XVI por olmos mayores y menores, ochenta árboles frutales y otras especies vegetales. Además en él se incluía una noria y las casas de los hortelanos del duque. También se localizan en el parque varias fuentes, así como dos albercas y un gran estanque donde patinaban las duquesas y acompañantes cuando el frío del invierno helaba el agua. Durante el periodo de Beltrán II de la Cueva y Toledo, III duque, la huerta grande fue replantada de jardines de corte renacentista, proporcionando mayor belleza al conjunto, y que fueron deteriorándose a partir del siglo XVII, cuando los duques se instalaron con la corte en Madrid.
El parque fue cedido en 2007 por el actual duque al Ayuntamiento de Cuéllar, y en la actualidad conforma el espacio un jardín botánico con diferentes especies de todo el mundo, en el que se han creado diversas zonas de recreo para los habitantes de la villa. También acoge diversas actividades durante el verano, así como anualmente la Feria Medieval Mudéjar de Cuéllar, celebrada el tercer fin de semana de agosto.
Frente al castillo, en la explanada denominada «El Ferial», una amplia plaza natural cerrada por el mismo castillo, la muralla y la iglesia de San Martín, se ubica anualmente la Feria Comarcal de Cuéllar, que tiene origen en el siglo XIII y actualmente es una convocatoria multisectorial, referente comercial de la provincia y de otros puntos de la Comunidad.

## Evolución arquitectónica

### Álvaro de Luna

Fases de construcción señaladas por periodos:
Muralla (y
Álvaro de Luna
Primer duque
Segundo duque
Tercer duque
Posterior

Partiendo desde el señorío de Álvaro de Luna, pues se desconoce la estructura anterior a su llegada y la descripción que pudiera hacerse estaría basada en suposiciones, este aprovechó la muralla para comenzar la actual fortificación, reutilizando dos paños de la misma, y manteniendo la puerta mudéjar que se localiza en la fachada sur. Comenzó las obras posiblemente en 1433, cuando es por primera vez señor de la villa, y las retomó con mayor fuerza durante su segundo señorío, de 1444 a 1453, erigiendo la Torre del Homenaje y las fachadas norte y este, obra de Juan Guas.

### Beltrán de la Cueva
Beltrán de la Cueva entró en el señorío de Cuéllar el 24 de diciembre de 1464, y al año siguiente, comenzó a remodelar el edificio, antigua fortaleza de Álvaro de Luna, para convertirlo en un castillo-palacio, donde fijó su residencia y corte. Principalmente se dedicó a fortificar la obra existente, debido a las continuas reclamaciones del señorío de Cuéllar por parte de Isabel la Católica, y buscó aliados entre la nobleza para defenderse de un posible ataque, entre ellos Fadrique Enríquez (almirante de Castilla), Alonso de Monroy (Maestre de Alcántara) o Juan Pacheco (Maestre de Santiago).
En 1465, mientras Hanequin de Bruselas y su hijo Hanequin de Cuéllar comenzaron las obras, Beltrán de la Cueva consiguió una autorización del Obispo de Segovia, Juan Arias Dávila, para derribar los restos de la iglesia de San Nicolás, que se situaban frente a la fachada principal, y así expandir la fortaleza:

Don Iohan, por la gracia de Dios e de la Santa Iglesia de Roma, obispo de Segouia... que çiertas paredes que quedaron e están enfiestas de una iglesia que antiguamente fue de señor sant Niculas de la vuestra villa de Cuellar enfrente de la fortalesa de la dicha villa, que es en nuestra diocesis, se quitasen e derribasen e allanasen e ficiesedes un circuyto a ras del suelo por el logar donde van las dichas paredes de la dicha iglesia e en medio ficiesedes poner una qrus de piedra sobre sus pilares porque ouiese memoria de como alli fue yglesia.

A cambio, Beltrán de la Cueva debía erigir un altar al santo en la iglesia de San Martín, próxima al castillo, y dotarle de ornamentos y otros enseres.

### Francisco Fernández de la Cueva
El 1 de noviembre de 1492 falleció en el castillo Beltrán de la Cueva, y le sucedió en sus Estados su hijo Francisco Fernández de la Cueva y Mendoza, que edificó el Torreón de Santo Domingo y continuó con la ampliación iniciada por su padre, abarcando en primer lugar el nuevo patio de armas, obra de Juan de Álava. Para su ampliación, derribó una edificación situada al lado de la crujía norte, obra de Álvaro de Luna. Llevaron a cabo el resto de las obras Juan y Rodrigo Gil de Hontañón, padre e hijo, colaborando también Juan Gil de Hontañón hijo, en temas de arquitectura, y Juan Majano, vecino de Peñafiel, en la carpintería. A ellos se debe la primitiva galería gótica que después fue sustituida por la renacentista que conserva en la actualidad.

### Beltrán II de la Cueva y Toledo
El tercer duque comenzó a transformar la fortaleza militar en un palacio de estilo, adecuando la estructura a los nuevos tiempos y modo de vida. Eliminó el adarve de la fachada sur, que había perdido su razón de ser, y lo sustituyó por una galería similar a la existente en el último piso del patio de armas, proporcionando unas extensas panorámicas al mar de pinares. Las obras las llevó a cabo Hernán González de Lara durante 1552-1557. Por último, retiró la primitiva galería del patio de armas y nuevamente recurrió a Rodrigo Gil de Hontañón, en 1559, para erigir la última y actual, de estilo renacentista. Hontañón ya había estado trabajando un año antes construyendo el corredor losado de la crujía occidental.

### Obras posteriores

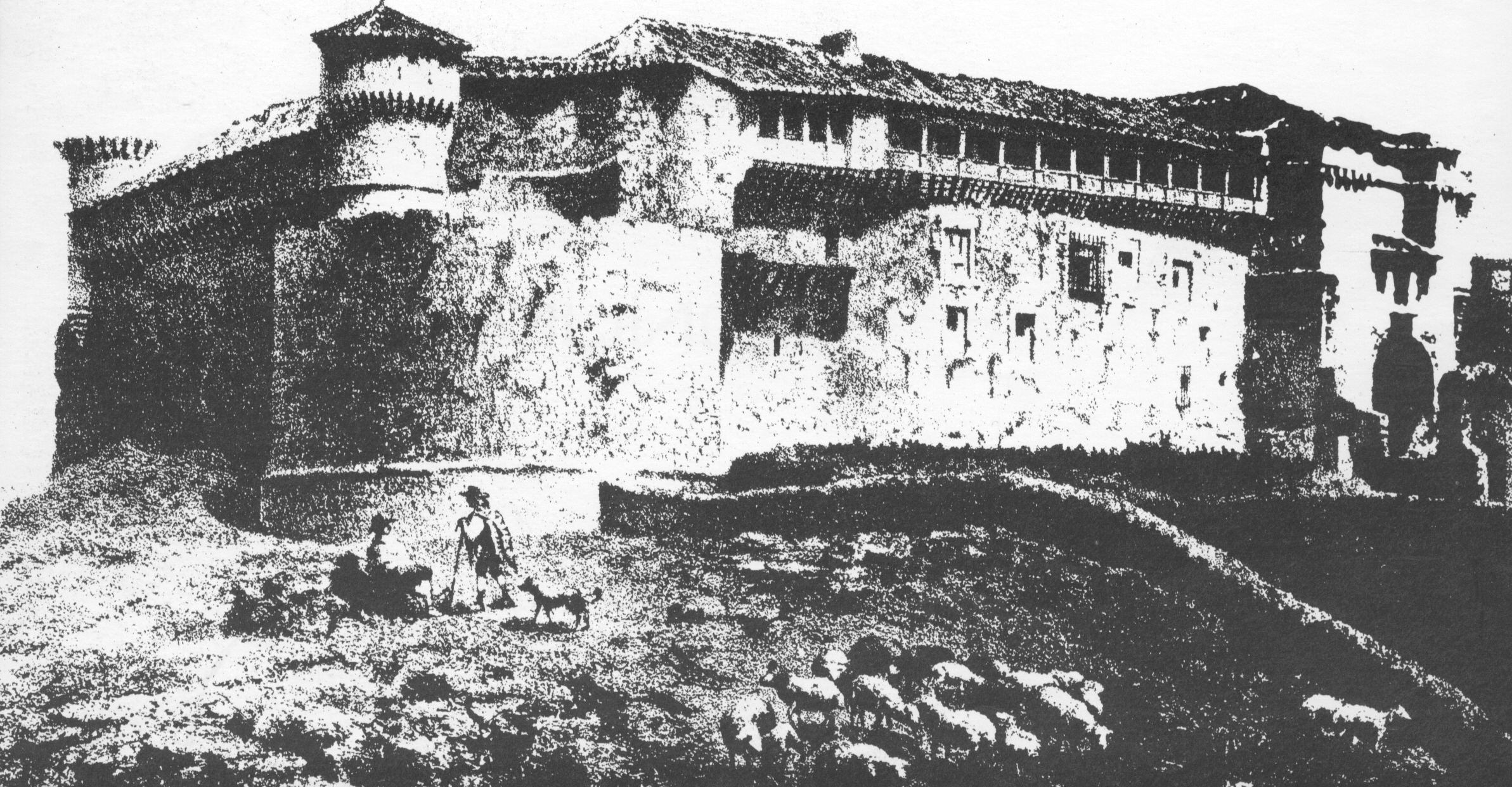
El castillo en 1865 visto por el pintor Francisco Javier Parcerisa

Los sucesivos duques continuaron haciendo obras y mejoras, acondicionando el palacio de forma servicial. El cuarto duque mandó erigir la monumental escalera real, que fue acabada en 1569. Ya en el siglo XVI, el noveno duque mandó realizar en 1685 un proyecto para la crujía norte, imitando el modelo de la este, pero no se llevó a cabo el proyecto. Tal vez tuvo que ver en ello Francisco Fernández de la Cueva y de la Cueva, quien fuera XXXIV virrey de la Nueva España, su hijo y sucesor al año siguiente de aquella propuesta. Debido a sus altos cargos en el reino y sus diversas ocupaciones, no tendría tiempo para llevar a cabo nuevos proyectos en el castillo, que ya había pasado a ser únicamente residencia de verano, y lugar de celebraciones familiares.
No se conocen más intervenciones hasta el siglo XX, cuando en 1938 el edificio fue cedido al Estado español para convertirlo en prisión. El entonces duque de Alburquerque apuntó como único requisito para la cesión no alterar su estructura, algo que la administración no tuvo en cuenta a la hora de acomodar el castillo como prisión. Se derribaron techumbres y paredes sin ningún tipo de contemplación; se enfoscaron de yeso los frescos murales y se abrieron nuevas puertas y ventanas en los muros, cegando otras existentes. También se taladraron sus muros, enrejando puertas y ventanas para dar la seguridad necesaria al penal. Se añadieron nuevas edificaciones para ampliar el espacio destinado a celdas, así como una capilla para las monjas que estaban como enfermeras al cuidado de los presos tuberculosos. Sobre el torreón de Santo Domingo se edificó un nuevo nivel, eliminando el terrado a la barbeta original para crear una celda común. También se levantó un nuevo piso en el ala este, se colocaron los actuales canecillos renacentistas en la Torre del Homenaje e incluso se construyó un arco de ladrillo común adosado a la torre-puerta, de estilo mudéjar. Por si no hubiera sufrido bastante alteración, la directiva del penal puso en marcha una restauración del edificio utilizando como obreros los propios presos, pero en vez de devolverle su apariencia medieval, se desfiguró aún más su estructura, pues no siguieron el sentido de su arquitectura ni se guiaron por un proyecto, tan solo trataron de lavar la imagen y justificar con ello los grandes destrozos que habían llevado a cabo.
A partir de 1972 empezaron las restauraciones que dieron como fruto la actual imagen del edificio, que se prolongaron hasta la década de 1990 y comenzaron a eliminarse las nuevas construcciones que habían formado parte del penal: se retiró el nuevo piso del ala este y el creado en el torreón de Santo Domingo; la capilla, garitas y otras estancias modernas fueron eliminadas, devolviendo al castillo su estructura original.

## Propietarios y huéspedes del castillo
A lo largo de la historia el edificio fue pasando por diferentes propietarios, hasta el siglo XV con la llegada de los duques de Alburquerque. Ese primer periodo lo completan principalmente los Reyes de Castilla, pues la Villa fue de realengo hasta que entra en la historia local don Beltrán de la Cueva.
Además de estos propietarios, otros ilustres huéspedes y visitantes admiraron sus muros en épocas pasadas:
- Reyes de Castilla como Alfonso X el Sabio, quien tuvo especial predilección por la Villa sin ser señor de ella; Fernando IV y Alfonso XI acompañando a su madre y abuela, así como Pedro I o Enrique II son otros de los célebres huéspedes con los que contó el castillo.[62] Sancho IV y María de Molina aparecen repetidas veces en Cuéllar, como en la cacería en la que participó el rey a principios de marzo de 1294.[63] Su célebre esposa, tres veces reina, hizo de Cuéllar su baluarte en momentos difíciles y dramáticos tras la muerte del rey, en los que estaba en juego la Corona de Castilla. En esos momentos Cuéllar estuvo a su lado, y los hombres buenos de la Villa «acompañaron a su Reina y Señora en jornadas dolorosas».[64] Como premio a su fidelidad y lealtad, la reina eligió el castillo de Cuéllar para celebrar las Cortes del Reino en 1297.[65] Juan I y su esposa doña Leonor, pasaron alguna temporada en su castillo de Cuéllar. Fue durante una de aquellas estancias en él, cuando el 13 de septiembre de 1382 la muerte sobrevino a la reina santa, de sobreparto y en ausencia del rey, que se encontraba en Madrid, tal y como narra la Crónica: «supo nuevas de cómo la reina Leonor, su mujer era finada, y que muriera en Cuéllar de parto de una hija. El rey tuvo gran enojo de ello, pues era noble señora. El rey mandó traer el cuerpo de la reina doña Leonor a la ciudad de Toledo y fue enterrado en la iglesia de Santa María».[66] La Villa fue por ende espectadora del desfile del cortejo fúnebre portando el cadáver camino de Toledo.
- Francisco Javier Parcerisa, quien en su empeño de litografiar todos los monumentos de España, se acercó por la Villa. Destaca el dibujo del castillo realizado en 1865, que fue publicado por José María Quadrado. También dibujó la desaparecida iglesia de Santa Marina, así como el arco de San Basilio, ambos fechados el mismo año y publicados por aquel afamado escritor.[67]
- José de Espronceda, quien vivió en Cuéllar durante el verano de 1833, cumpliendo con el destierro de la corte que le habían establecido por leer unos versos considerados subversivos.[17] A pesar de residir en una casa del barrio de Santo Tomé,[e] los muros del castillo sirvieron al mayor exponente del Romanticismo español como fuente de inspiración de su única novela: Sancho Saldaña o el Castellano de Cuéllar,[f] cuya acción transcurre, en gran parte, en Cuéllar.[68]
- El castillo sirvió a Arthur Wellesley, conocido como Lord Wellington, de cuartel general durante la Guerra de la Independencia en 1812, pasando al menos seis días en el castillo.[69]
- El general Hugo se alojó entre sus muros una noche de mayo de 1813 durante la Guerra de la Independencia.[22]

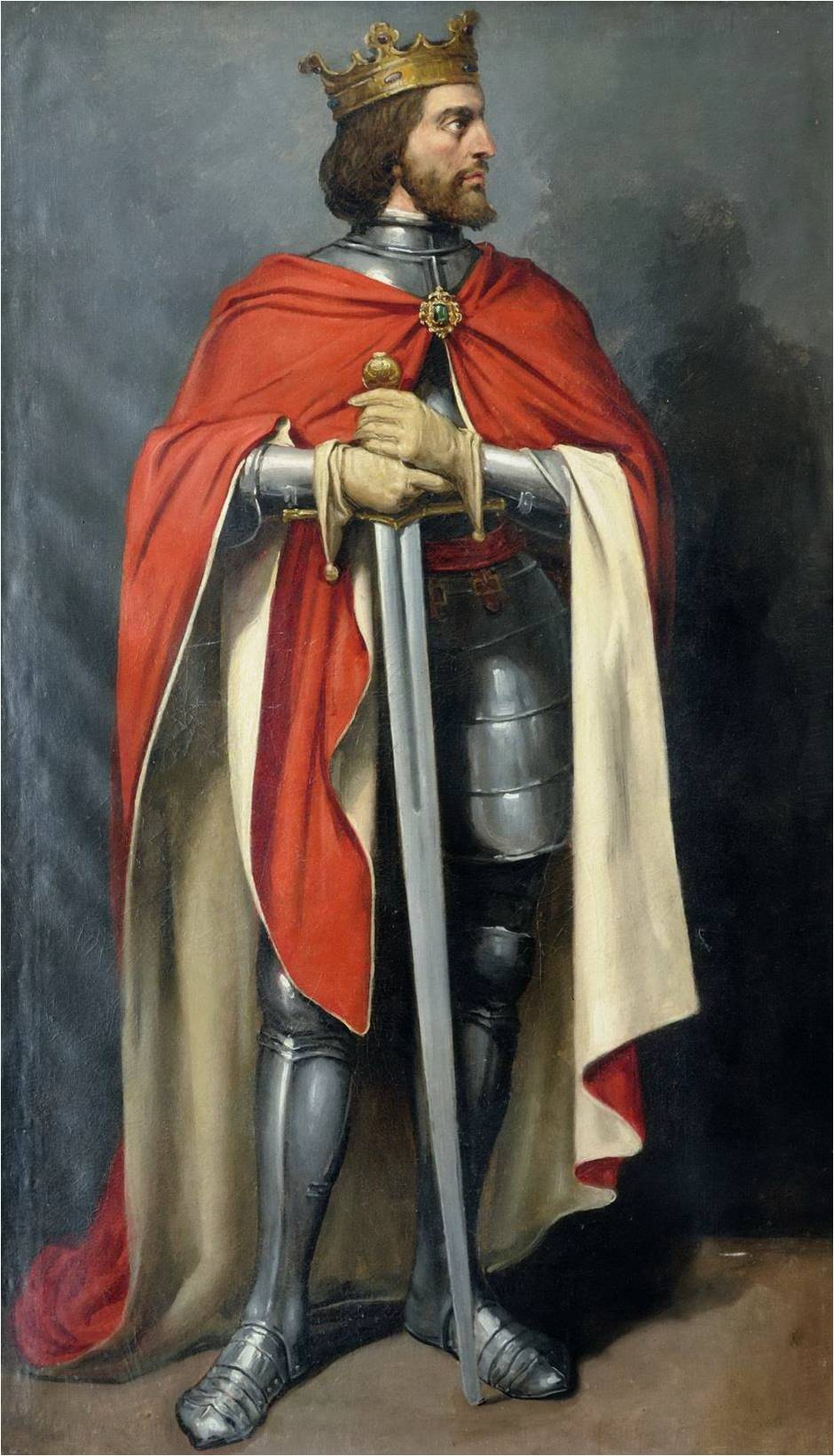
Alfonso XI de Castilla
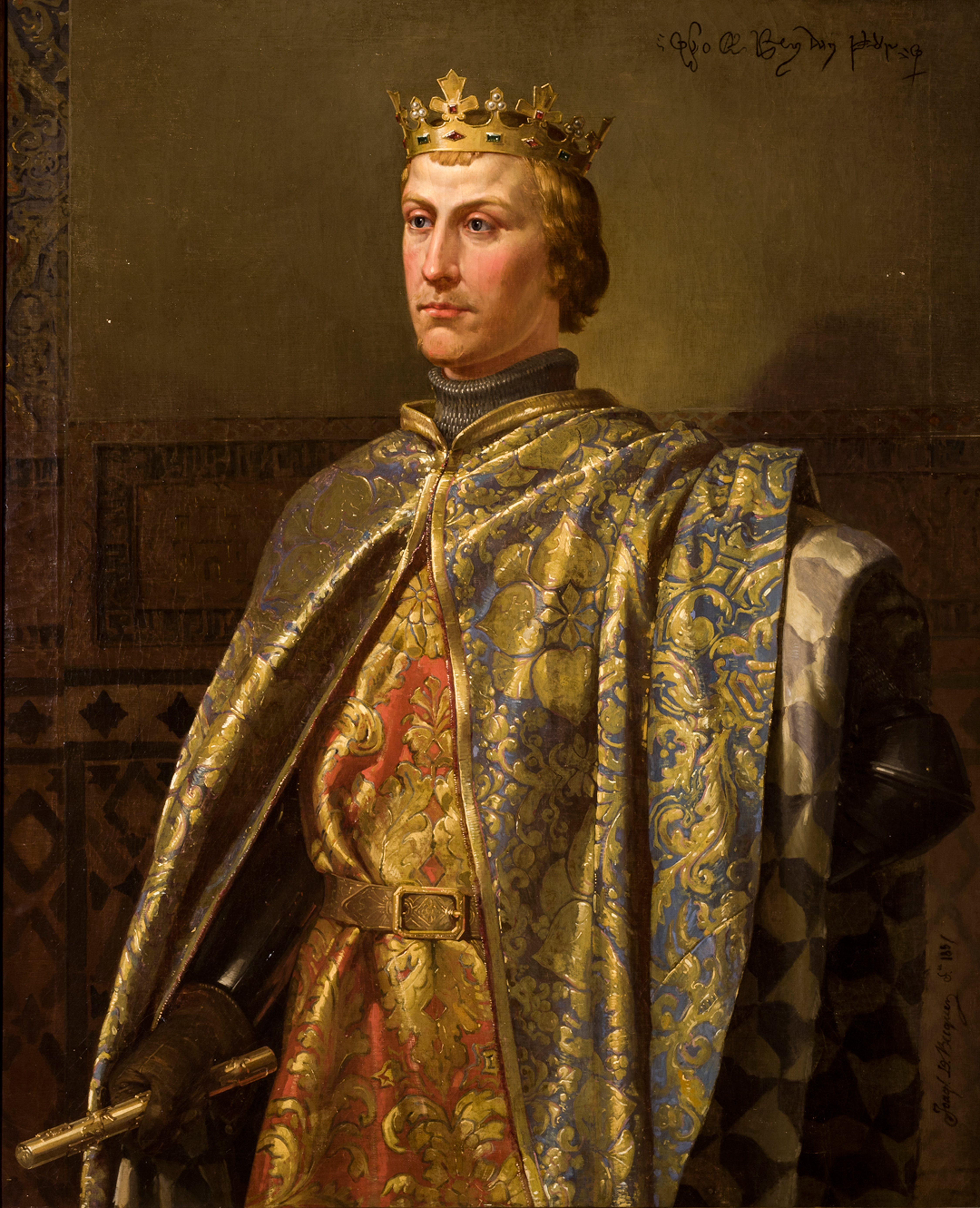
Pedro I de Castilla
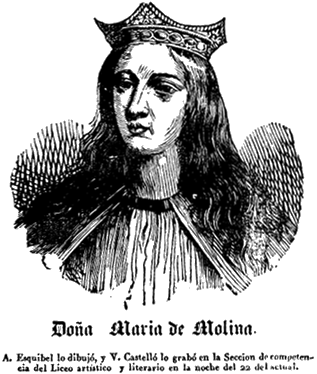
María de Molina
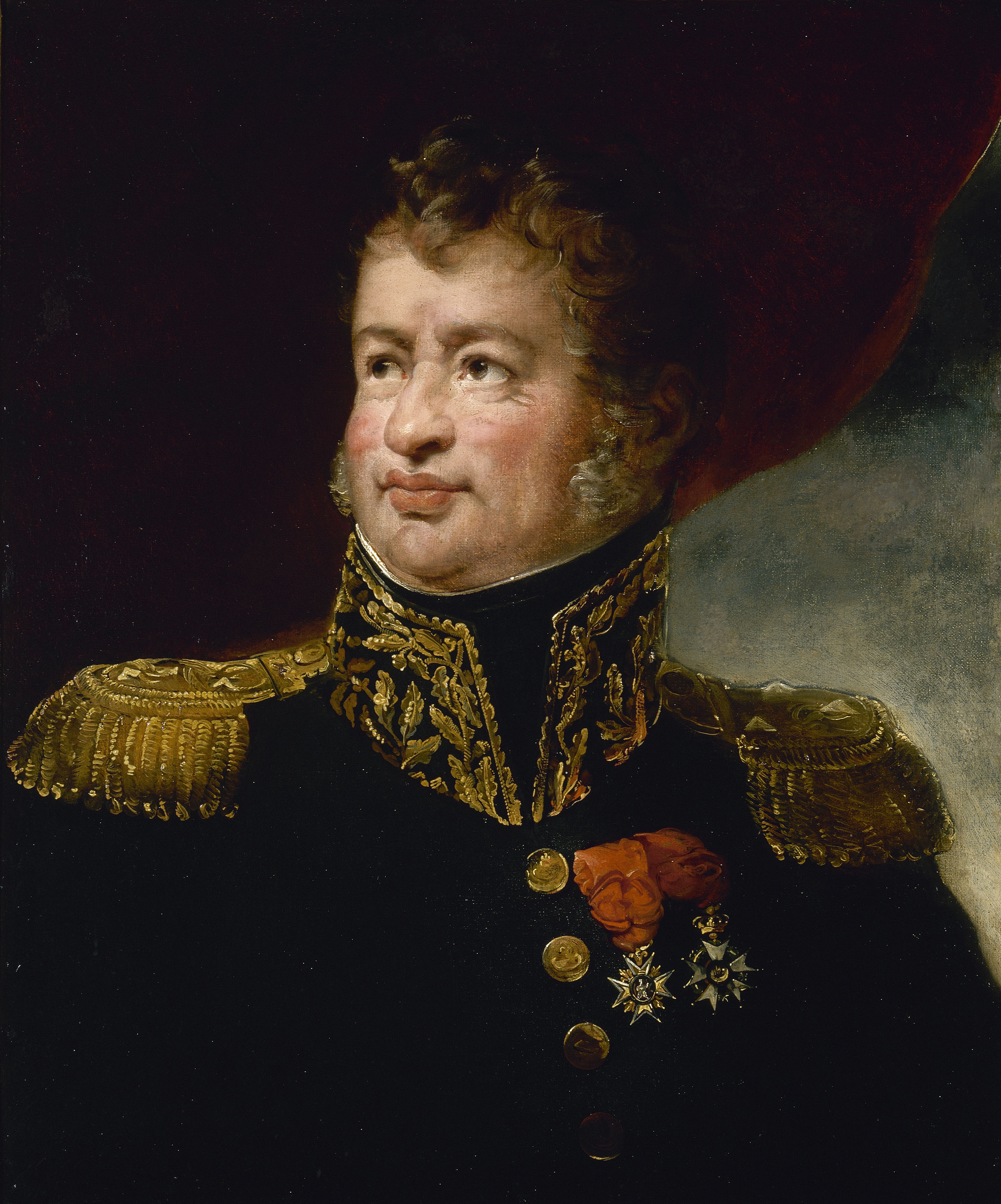
Joseph Léopold Sigisbert Hugo
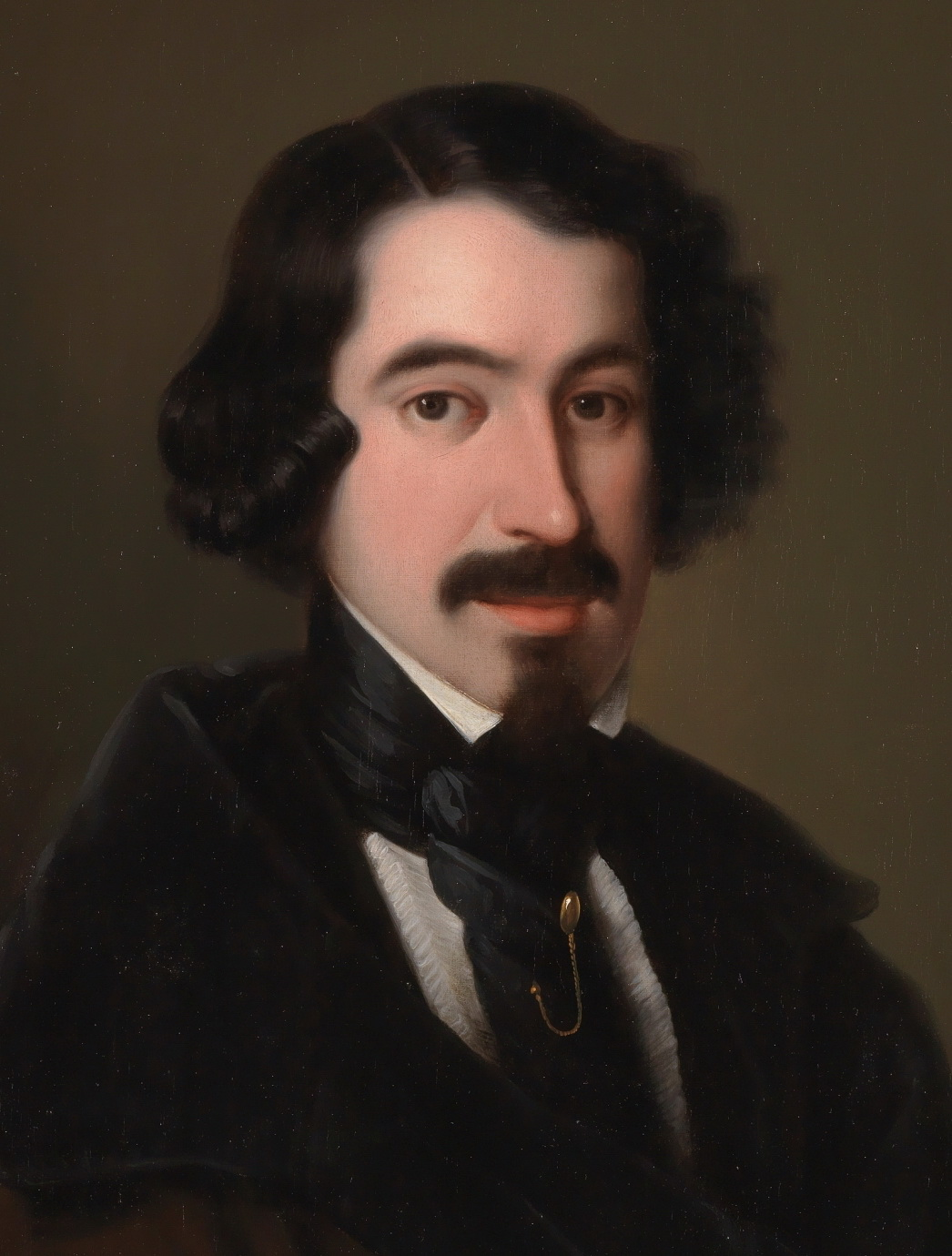
José de Espronceda
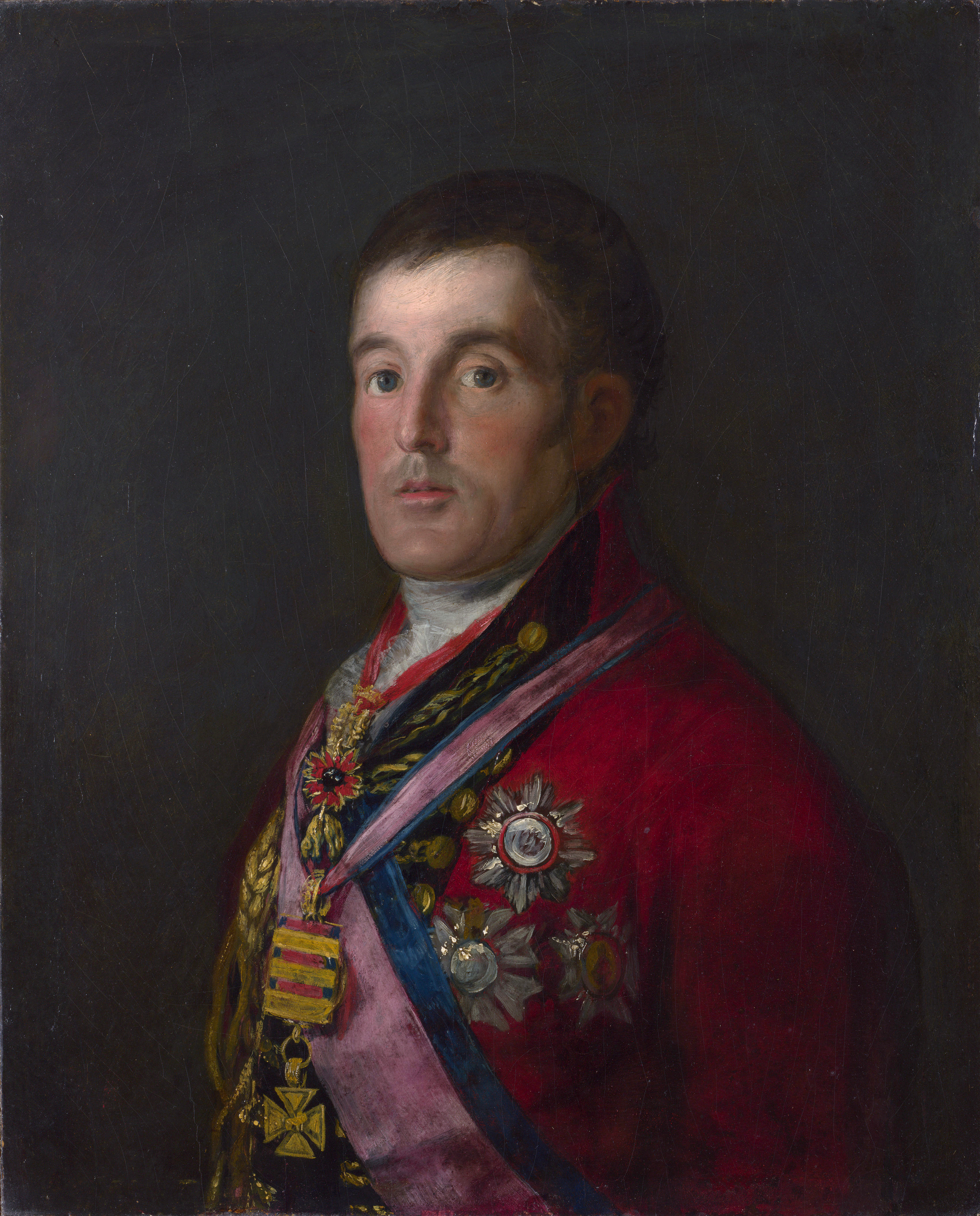
Arthur Wellesley, Duque de Wellington

## El castillo en la actualidad
Actualmente es propiedad de Juan Miguel Osorio y Bertrán de Lis, XIX duque de Alburquerque, aunque su uso está cedido al Ministerio de Educación y Ciencia. Alberga un instituto de Educación Secundaria, la sede y archivos de la Fundación de la Casa Ducal de Alburquerque, y la Oficina de Turismo municipal. Además, en varias zonas interiores del edificio se realizan habitualmente representaciones teatrales y visitas guiadas, en las que a través de las estancias y diferentes personajes se da a conocer la historia vivida entre sus muros, y el proyecto está denominado "El Castillo Habitado". Este proyecto de utilización turística del edificio fue galardonado en 1998 por la Asociación Española de Amigos de los Castillos, que concedió su diploma de honor al ayuntamiento por dedicarlo a tal fin.

### IES Duque de Alburquerque
Comenzó a funcionar en el curso 1996-97, adecuando el programa educativo a las nuevas leyes sobre Educación: el proyecto ESO. Actualmente cuenta con una oferta educativa variada: los dos ciclos de la ESO que comprenden 1.º, 2.º, 3.º y 4.º curso y Diversificación Curricular para los dos últimos cursos; Aula de Educación Compensatoria; Bachilleratos de Humanidades y Ciencias Sociales, de Ciencias de la Naturaleza y de la Salud y Tecnológico. Por otro lado, también se imparten los Ciclos Formativos de Grado Medio en Gestión Administrativa y Equipos e instalaciones electrónicas, y los de Grado Superior de Administraciones y Finanzas, e Instalaciones electrónicas. Cuenta además con un programa de Garantía Social y es sede del C.F.I.E (Centro de Formación del Profesorado) de la Comarca.

### Fundación de la Casa de Alburquerque
El 21 de julio de 1999 se reconoció oficialmente la Fundación del Archivo Histórico de la Casa Ducal de Alburquerque, que estableció como presidente del patronato Juan Miguel Osorio y Bertrán de Lisal, duque de Alburquerque, y se ubicó su sede en la Torre del homenaje. Inmediatamente se firmaron acuerdos con el Ayuntamiento de Cuéllar para unir a los fondos documentales de la Fundación, el Archivo Histórico Municipal y el Archivo de la Comunidad de Villa y Tierra de Cuéllar. En el piso intermedio de la torre se ubicó la sala de documentos, mientras que la planta superior está destinada a sala de investigadores y despacho de la directora de la fundación.
Contiene documentos que abarcan desde el siglo XII hasta 1994, año en que muere el XVIII duque, y por parte de la Casa Ducal alberga documentación de los ducados de Alburquerque, Algete y Sesto; los marquesados de Alcañices, Balbases, Cadreita, Cuéllar y Montaos; los condados de Alba de Aliste, La Corzana, Fuensaldaña, Grajal, Huelma, La Torre de Perafán, Las Torres de Alcorrín, Ledesma, Santa Cruz de los Manueles, Villanueva de Cañedo y Villaumbrosa; los señoríos de Mombeltrán y Villacid; y los mayorazgos de Angulo, Menchaca, Oropesa, Pineda, Recalde, Trejo, Vergara, Vicuña y Rodríguez de Villafuerte.
El Archivo Histórico Municipal alberga toda la documentación generada por Cuéllar desde el momento de su repoblación hasta el año 1980, y su documento más antiguo data de 1184. En él se guardan los documentos relacionados con el funcionamiento de la administración local, y está compuesto por actas y acuerdos del regimiento, patronatos de obras pías como las fundadas por el arcediano Gómez González, el capitán Gabriel de Rojas o Francisco Velázquez de Bazán; las cuentas de la alhóndiga y el pósito, corrección pública (cárcel), instrucción pública, elecciones, quintas, expedientes de obras, y otros documentos. Guarda además la documentación referente al Colegio de Niñas Huérfanas, al Hospital de la Magdalena y Estudio de Gramática de la Villa. Por parte de la Comunidad, completa el archivo documentación sobre propiedades comunes: pinares, montes, dehesas y pastos, por lo que hacen referencia tanto a la propiedad y delimitación de las mismas, como a su aprovechamiento maderero, resinero, ganadero y agrícola, y cronológicamente van desde el siglo XIII hasta el año 1950.

### Oficina de Turismo
Ubicada en la planta baja de la Torre del homenaje, por ser el castillo el principal centro de atracción de la Villa y el primer lugar al que se acerca el visitante que llega a Cuéllar. Fue inaugurada el 30 de marzo de 1996 con el fin de canalizar e informar a un turismo creciente de año en año.

### Castillo Habitado
El Castillo Habitado surgió en el año 1997 a través de un plan municipal de turismo, con el que se pretendía fomentar y poner en valor el importante patrimonio de la Villa, y muy principalmente el castillo mediante una iniciativa única hasta el momento en España: teatralizar la visita guiada dando vida al monumento, iniciativa que poco a poco han imitado diferentes municipios y ciudades como Segovia, Madrid, Zaragoza o Almería, entre otras, aunque si bien es cierto, este tipo de interpretación del patrimonio se origina en otros países europeos como Francia o Inglaterra. El plan dividió la visita en dos recorridos: el viaje por la zona noble bajo el nombre de Torreón de la Memoria, y por otro lado las Bodegas, un itinerario representando la servidumbre y los oficios básicos de los que se servía el castillo.
El Torreón de la Memoria fue instalado en la torre-puerta de la fachada sur, aprovechando las estancias que no eran ocupadas por el instituto. Se compone de diversas salas en las que se recrean posibles escenas vividas a lo largo de la historia, ambientadas con mobiliario y obras de arte principalmente del siglo XVI, aunque destacan diversos reposteros donados por la Casa Ducal que pertenecen al siglo XVII. Entre sus salas destacan el Salón del Trono, en el que el Duque de Alburquerque y el Marqués de Villena recrean sus disputas; la Sala de las Damas, decorada en estilo morisco, donde las duquesas acompañadas de su corte se refugian entre rezos, juegos y manualidades; la Capilla o las Mazmorras son otras de las estancias que se ubican en la torre sur.
Las Bodegas, situadas en los sótanos de las crujías occidentales, en el mismo lugar que ocupaban las antiguas cocinas y almacenes de abastecimiento, albergan actualmente distintas estancias que recrean las cocinas, bodega y talleres de la servidumbre del castillo, y cuentan la otra historia, aquella cuyos personajes no figuran en los libros de historia, pero que su paso por el castillo fue esencial para que aquellos que sí figuran, existieran.